# Polygrammate
Polygrammate es un género monotípico de lepidópteros de la familia Noctuidae. Su única especie: Polygrammate hebraeicum Hübner, 1818, es originaria del este de Norteamérica, desde Ontario, al sur de Florida y al oeste hasta Texas. Otros autores consideran que hay dos especies, Polygrammate cadburyi (antes ubicada en Arctiinae: Lithosiini).
Tiene una envergadura de 23–39 mm. Los adultos se encuentran en vuelo desde mayo hasta agosto.
Las larvas se alimentan de los árboles Nyssa sylvatica.

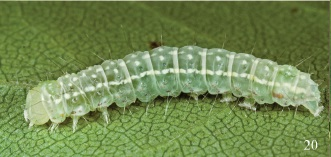
Oruga, último estadio.